# Lano de Siena
Arcolano da Squarcia de Riccolfo Maconi, llamado Lano de Siena (... – ...), es un personaje que se encuentra en el XIII canto del Infierno de Dante Alighieri, en la selva de los suicidas y derrochadores.
Se trata probablemente de Arcolano da Squarcia, o Ercolano Macone, personaje famosos en la ciudad y conocido derrochador. Murió en el Torneo del Topo en el 1288, batalla en la cual lo seneses fueron derrotados por los de Arezzo, como recuerda Dante:

El de adelante: acude ya, acude muerte.

Y el otro que tanto no corría,

gritaba: Lano, tan ágiles no tenías

las piernas en el torneo del Topo.
Canto XIII, vv. 118-121

También una crónica florentina del siglo XIII, erróneamente atribuida a Brunetto Latini, lo recuerda entre los caídos de la batalla del Torneo del Topo, en el cual según Boccaccio habría buscado la muerte voluntariamente dado que estaba en la miseria después de haber gastado todas sus posesiones.